# هفتمین مراسم جایزه انجمن بازیگران فیلم
هفتمین مراسم جایزه انجمن بازیگران فیلم (به انگلیسی: 7st Screen Actors Guild Awards) به افتخار بهترین بازیگران فیلم و تلویزیون سال ۲۰۰۰ برگزار شد.

## نامزدی‌ها و جوایز

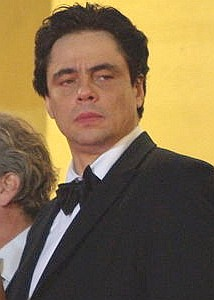
بنیسیو دل تورو، برنده بهترین بازیگر مرد فیلم درام

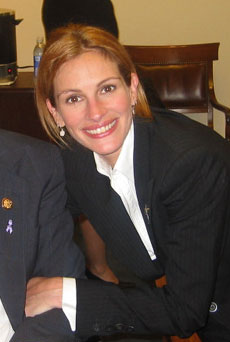
جولیا رابرتز، برنده بهترین بازیگر زن فیلم درام

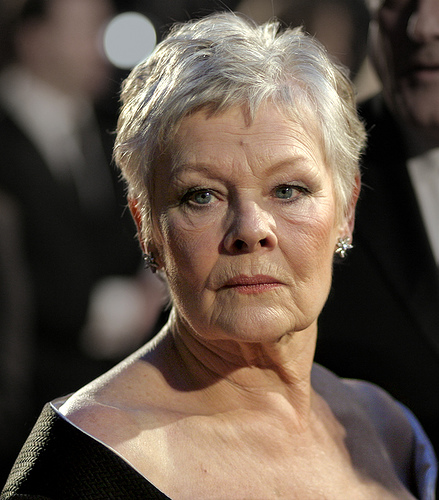
جودی دنچ، برنده بهترین بازیگر مکمل زن فیلم درام

| بنیسیو دل تورو | برای فیلم قاچاق      |
| جیمی بل        | برای فیلم بیلی الیوت |
| راسل کرو       | برای فیلم گلادیاتور  |
| تام هنکس       | برای فیلم دورافتاده  |
| جفری راش       | برای فیلم قلم‌پرها    |

| جولیا رابرتز | برای فیلم ارین براکویچ            |
| جوآن آلن     | برای فیلم رقیب                    |
| الن برستین   | برای فیلم مرثیه برای یک رؤیا      |
| ژولیت بینوش  | برای فیلم شکلات                   |
| لورا لینی    | برای فیلم می‌توانی روی من حساب کنی |

| آلبرت فینی   | برای فیلم ارین براکویچ |
| جف بریجز     | برای فیلم رقیب         |
| ویلم دافو    | برای فیلم سایه خون‌آشام |
| گری الدمن    | برای فیلم رقیب         |
| واکین فینیکس | برای فیلم گلادیاتور    |

| جودی دنچ         | برای فیلم شکلات        |
| کیت هادسون       | برای فیلم تقریباً مشهور |
| فرانسیس مک‌دورمند | برای فیلم تقریباً مشهور |
| جولی والترز      | برای فیلم بیلی الیوت   |
| کیت وینسلت       | برای فیلم قلم‌پرها      |

## برندگان مرد و زن سریال تلویزیونی

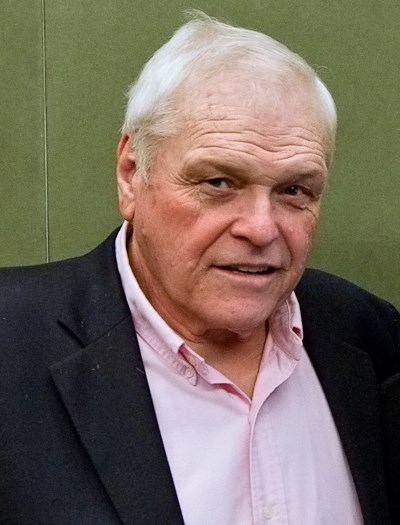
برایان دنهی عملکرد فوق العاده توسط یک بازیگر مرد در یک مینی سریال یا فیلم تلویزیونی
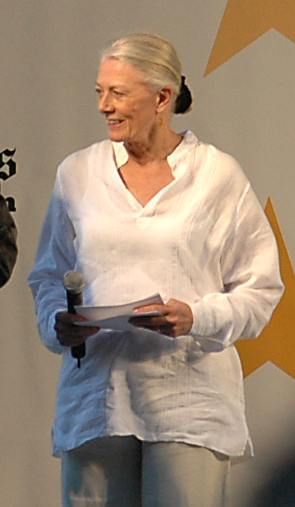
ونسا ردگریو عملکرد فوق العاده توسط یک بازیگر زن در یک مینی سریال یا فیلم تلویزیونی
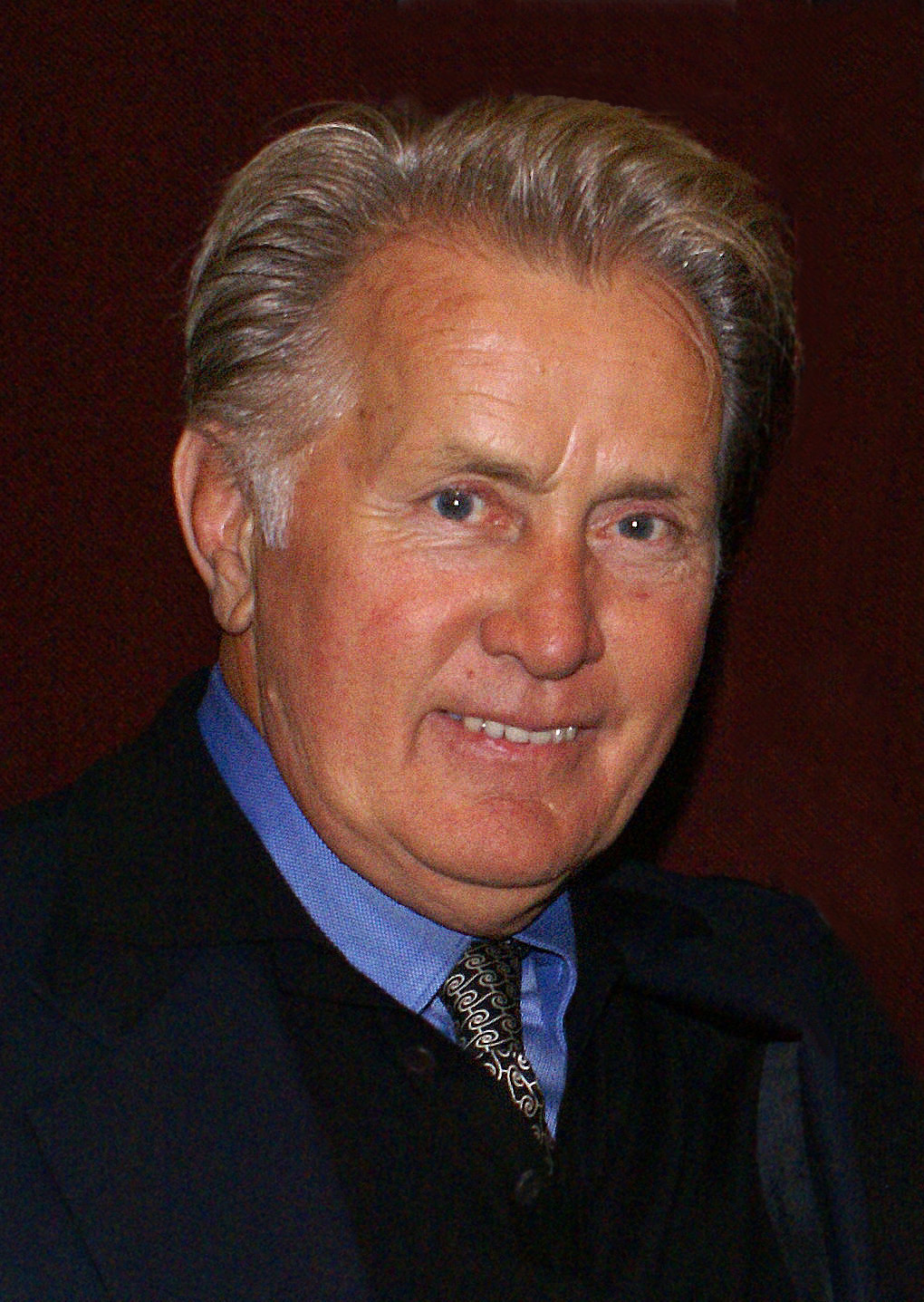
مارتین شین عملکرد فوق العاده توسط یک بازیگر مرد در یک سریال درام

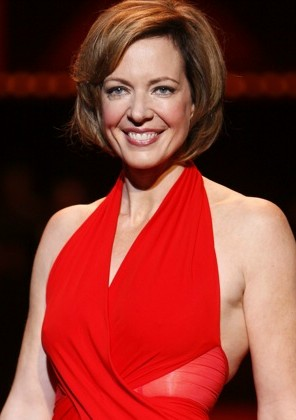
آلیسون جانی عملکرد فوق العاده توسط یک بازیگر زن در یک سریال درام
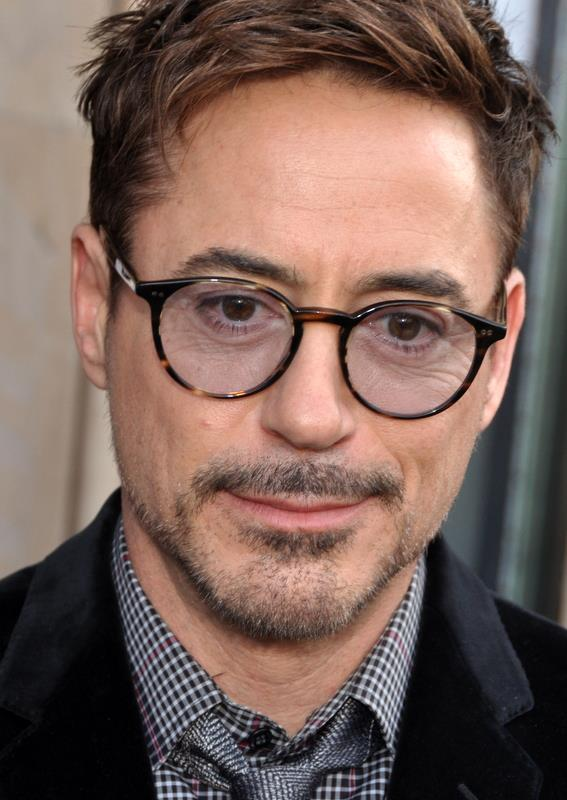
رابرت داونی جونیور عملکرد فوق العاده توسط یک بازیگر مرد در یک سریال کمدی
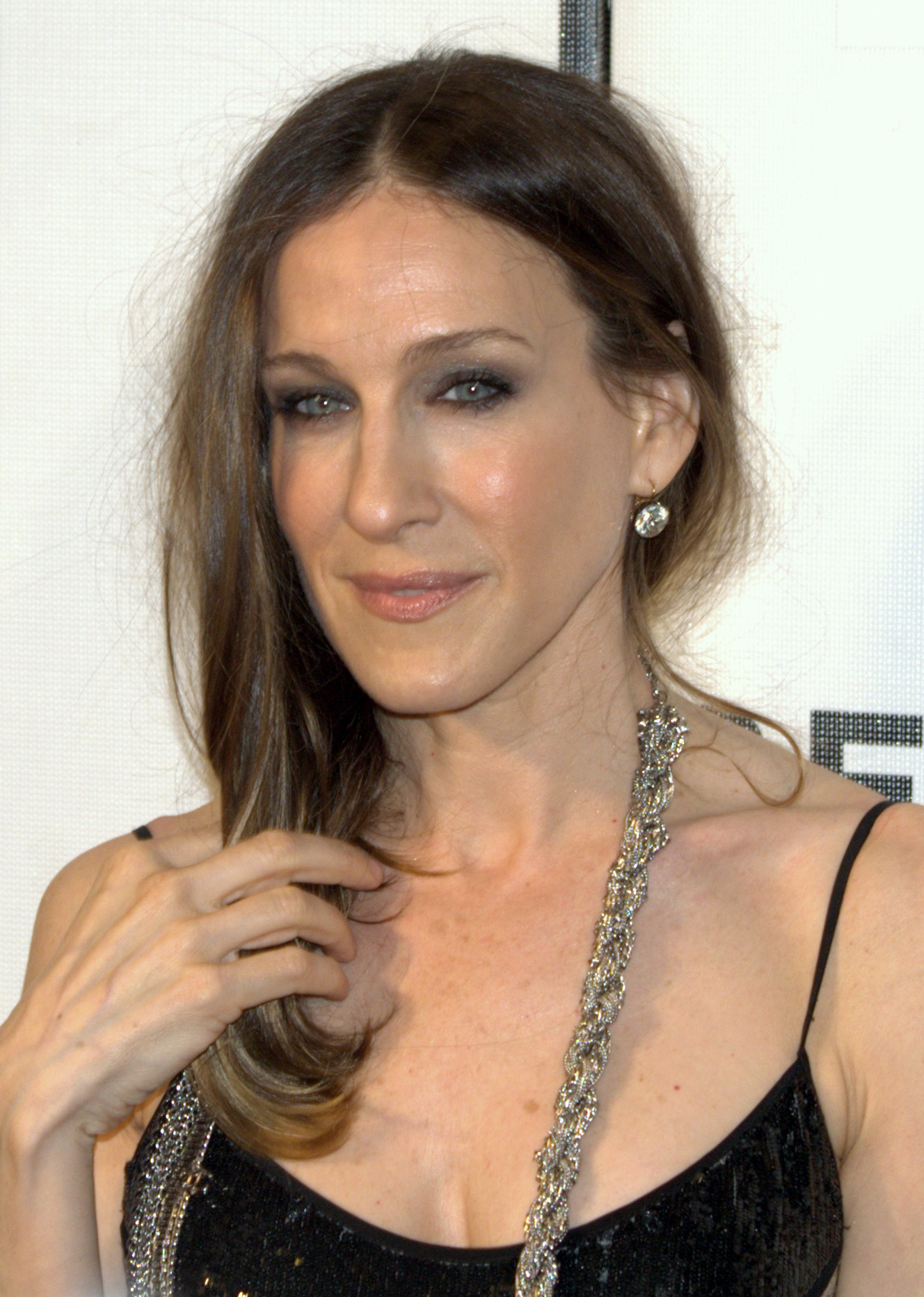
سارا جسیکا پارکر عملکرد فوق العاده توسط یک بازیگر زن در یک سریال کمدی